# 柳沢保泰
柳沢 保泰（やなぎさわ やすひろ）は、江戸時代後期の大名。大和国郡山藩の第4代藩主。郡山藩柳沢家5代。3代藩主・柳沢保光の次男。

## 経歴
- 1782年（天明2年）：生まれる
- 1801年（享和元年）：前年死去した兄・保民に代わり嫡子となる
- 1811年（文化8年）：保光隠居、柳沢家相続
- 1838年（天保9年）：死去、享年57

## 官位位階
- 1801年（享和元年）：従五位下美濃守